# Polyptychus bernardii
Polyptychus bernardii är en fjärilsart som beskrevs av Pierre Claude Rougeot 1966. Polyptychus bernardii ingår i släktet Polyptychus och familjen svärmare. Inga underarter finns listade i Catalogue of Life.